# 藤井一博
藤井 一博（ふじい かずひろ、1977年12月23日 - ）は、日本の政治家、医師。自由民主党所属の参議院議員（1期）。元鳥取県議会議員（2期）。

## 来歴
鳥取県生まれ。東伯郡東郷町（現：湯梨浜町）で育つ。1996年3月、鳥取県立鳥取西高等学校卒業。2005年3月、鳥取大学医学部卒業。2007年4月、横須賀市立市民病院で消化器外科医を務める。2014年12月、同消化器外科主任医長。
2015年4月、鳥取県議会議員選挙（東伯郡選挙区）に立候補し自由民主党公認で立候補し無投票で初当選。2019年の県議選で再選。
2022年2月、自民党鳥取県連は同年7月の第26回参議院議員通常選挙における鳥取県の特定枠候補者を藤井に決定。3月31日付で鳥取県議を辞職。
7月10日の参議院議員選挙の投開票の結果、初当選を果たした。

## 選挙歴
| 当落 | 選挙                     | 執行日         | 年齢 | 選挙区       | 政党       | 得票数    | 得票率 | 定数 | 得票順位 /候補者数 | 政党内比例順位 /政党当選者数 |
| ---- | ------------------------ | -------------- | ---- | ------------ | ---------- | --------- | ------ | ---- | ------------------ | ---------------------------- |
| 当   | 2015年鳥取県議会議員選挙 | 2015年4月12日  | 37   | 東伯郡選挙区 | 自由民主党 | ーー票    | ーー   | 3    | /3                 | /                            |
| 当   | 2019年鳥取県議会議員選挙 | 2019年4月7日   | 41   | 東伯郡選挙区 | 自由民主党 | 1万2158票 | 43.53% | 3    | 1/4                | /                            |
| 当   | 第26回参議院議員通常選挙 | 2022年07月10日 | 44   | 参議院比例区 | 自由民主党 | 1万3510票 | 0.07%  | 50   | /                  | 1/18                         |